# Brice Dja Djédjé
Brice Florentin Dja Djédjé (Aboudé, 23 de diciembre de 1990) es un futbolista marfileño que juega como defensa.

## Carrera
Pasó por el centro de formación del Paris Saint-Germain, donde fue compañero de Mamadou Sakho y Sébastien Corchia.

### Évian
En el año 2010 Dja Djédjé quedó en libertad con el pase en su poder y se unió a las filas del Évian Thonon Gaillard FC, que en ese entonces militaba en la Ligue 2 de Francia. Debutó como profesional el 6 de agosto de 2010, con 19 años, frente al FC Metz. Esa temporada lograría el ascenso a la máxima categoría del fútbol francés.
Fue titular indiscutido en las temporadas 2011-12, 2012-13 y lo venía siendo en la 2013-14 hasta que en el mercado de verano el Olympique de Marsella se fijó en él.
Con el Évian disputó la final de la Copa de Francia 2012-13 donde cayeron 3-2 frente al Bordeaux.

### Olympique de Marsella
El 28 de enero de 2014 el Olympique de Marsella hizo oficial su fichaje. Debutó oficialmente con su nuevo club el 2 de febrero de 2014 frente al Toulouse FC jugando 27 minutos.

### Watford
Llegó al club cedido por el Olympique de Marsella con la opción de compra obteniendo el 50% de su carta pase por ser proveniente de él.

## Clubes
| Club                  | País       | Año       |
| --------------------- | ---------- | --------- |
| Évian TG F. C.        | Francia    | 2008-2014 |
| Olympique de Marsella | Francia    | 2014-2016 |
| Watford F. C.         | Inglaterra | 2016-2018 |
| R. C. Lens (cedido)   | Francia    | 2018      |
| Ankaragücü            | Turquía    | 2018-2019 |
| Kayserispor           | Turquía    | 2019-2020 |
| Samsunspor            | Turquía    | 2021      |
| Denizlispor           | Turquía    | 2021-2023 |
| Doxa Katokopias       | Chipre     | 2023-2024 |
| S. C. Eendracht Aalst | Bélgica    | 2024      |